# Limnitis/Yeşilırmak
Yeşilırmak, griechisch Λιμνίτης Limnitis, wohl das antike Limenia, ist ein Dorf im Distrikt Güzelyurt in der Türkischen Republik Nordzypern. Der Ort hatte 2011 458 Einwohner.

## Geographie
Yeşilırmak liegt in der Tylliria/Dillirga Region, auf der Hauptstraße zur Exklave Kokkina (Erenköy). Der Grenzübergang Yeşilırmak befindet sich östlich des Dorfes.

## Bevölkerung
Yeşilırmak ist bereits seit 1960 mehrheitlich durch Zyperntürken bewohnt, diese stammten aus dem Dorf Kurutepe. 1960 zählte man 315 Zyperntürken hingegen nur acht Zyperngriechen. 1973 waren es 396 Zyperntürken. 2006 zählte man 410 Zyperntürken, 2011 waren es 458.